# کائوس
آشفتگی یا کائوس (ایتالیایی: Kaos) یک فیلم درام ایتالیایی به کارگردانی برادران تاویانی محصول سال ۱۹۸۴ است که بر پایهٔ داستان‌کوتاه‌های لوئیجی پیراندلو ساخته شد.
از بازیگران آن می‌توان به مارگاریتا لوسانو، چیچو اینگراسیا، فرانکو فرانچی و رجینا بیانکی اشاره کرد.